# 太陽面通過

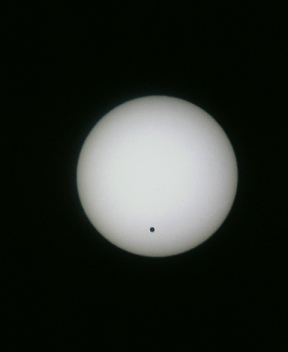
金星の太陽面通過（日本、長崎）
2004年6月8日 17:28（JST）

太陽面通過（たいようめんつうか）とは、ある天体にいる観測者から見て、見かけ上太陽の表面を別の天体が通過する現象である。日面通過（にちめんつうか）や日面経過（にちめんけいか）、太陽面経過とも呼ばれる。普通、地球から見て内惑星である水星または金星が太陽の表面を通過する現象のことを指す。これは太陽と内惑星と地球が一直線に並んだときに見られるもので、地球では水星と金星でのみみられる天体現象である。水星、金星は太陽に比べ大きさがかなり小さいので小さな黒い点がゆっくり太陽の表面を移動していく形で観測される。
ヨハネス・ケプラーは、1627年に初めて金星の太陽面通過が1631年12月6日に起こると予想した（実際に起きたのは12月7日）。

## 金星の太陽面通過
金星の太陽面通過は122年、8年、105年、8年の周期でおきる。地球と金星の軌道の交差は6月と12月におきる。
- 1761年6月5日
- 1769年6月3日
- 1874年12月9日
- 1882年12月6日 - 日本では日没後のため観測できず
- 2004年6月8日
- 2012年6月6日
- 2117年12月10日

## 水星の太陽面通過
水星の太陽面通過は、地球と水星の軌道が交差する5月と11月におきる。
- 1973年11月10日 - 日本では日没後のため観測できず
- 1986年11月13日
- 1993年11月6日
- 1999年11月16日
- 2003年5月7日
- 2006年11月9日
- 2016年5月9日 - 日本では日没後のため観測できず
- 2019年11月11日 - アメリカ、フランス、イスラエル、クウェートなどで観測[5]
- 2032年11月13日

## 宇宙船や人工衛星の太陽面通過
内惑星ではないが国際宇宙ステーションやスペースシャトル、スペースシャトルと修理の為捕捉されたハッブル宇宙望遠鏡が太陽面を通過する写真の撮影に成功した実例がある。
国際宇宙ステーションや人工衛星の太陽面通過は、たいてい1秒に満たないほど短い。
惑星の太陽面通過も人工衛星などの太陽面通過も、地球上の視直径は小さく、月による日食のように暗くなることはない。宇宙空間の物体が地表で太陽を完全に覆い隠すには、例えば国際宇宙ステーションの高度では直径3350メートル以上の大きさである必要がある（緯度と太陽高度によってはさらに大きい必要がある）。

## その他の天体の太陽面通過
- 小惑星の太陽面通過
- フォボスの太陽面通過
- ダイモスの太陽面通過

なお、かつて水星よりも内側の惑星ヴァルカンの実在が考えられていた時代には、これの存在を実証するには太陽面通過を捉える必要があるといわれており、実際にヴァルカン発見を目的に太陽を観測する天文学者が存在していた。実際にはヴァルカンは存在しなかったが、この観測により近日点が太陽のすぐ近くにある小惑星や彗星がいくつか発見されているため、全くの無駄になったわけではなかった。